# Brzezinki (powiat kielecki)
Brzezinki – wieś w Polsce, położona w województwie świętokrzyskim, w powiecie kieleckim, w gminie Masłów.

## Historia
Na rzece Lubrzance istniała kuźnica, a nieopodal znajdował się kompleks dworski ufundowany w 1777 r. przez biskupa krakowskiego Kajetana Sołtyka.
Brzezinki wzmiankowane były w dokumentach z 1788 r. i 1792 r. – do pobliskiej kuźnicy (należąca do biskupów krakowskich) dostarczano nie najlepszej jakości rudę: „...ruda żelaza w lasach do Brzezinek należących, znajduje się ku Gozdowi, której niewiele i nie najlepszej, tylko z zagranicy osobliwie z Szydłówka, wsi do kapituły kieleckiej należącej najwięcej dowożą, a gruntowej rudy (z Brzezinek) czwartą część tylko przemieszają...”
Lustracja z 1789 r. podaje, że w Brzezinkach mieszkało 116 osób. Naliczono także 21 gospodarstw, 9 koni, 40 wołów, 108 szt. bydła.Folwark dzierżawił Wojciech Sierakowski- ksiądz kanonik i sędzia nadworny kielecki.
W 1803 r. austriacki inżynier Franciszek Józef Kollmann poinformował władze o występujących tu rudach ołowiu.
W 1864 car Aleksander II Romanow wydał ukaz o uwłaszczeniu chłopów w Królestwie Polskim. Na mocy tego dekretu ziemia i budynki posiadane przez mieszkańców Brzezinek stały się ich własnością.
Pod koniec XIX w. Brzezinki słynęły z produkcji wyrobów plecionkarskich oraz brzozowych mioteł dostarczanych na rynek kielecki. Dużym popytem cieszyły się wyrabiane w Brzezinkach kobialki z prażonego drewna młodej dębiny.
W czasie okupacji niemieckiej służący reżimowi III Rzeszy Kałmucki Korpus Kawalerii dokonał 5 sierpnia 1944 pacyfikacji wsi Brzezinki. Pacyfikacje przeprowadzane przez Kałmuków polegały na mordowaniu mieszkańców, rabunkach i paleniu zabudowań.
W latach 1954–1961 wieś należała i była siedzibą władz gromady Brzezinki, po jej zniesieniu w gromadzie Masłów. W latach 1975–1998 miejscowość należała administracyjnie do województwa kieleckiego.
Od 1993 roku w Brzezinkach działa Świętokrzyski Klub Jazdy Konnej. Klub posiada m.in. krytą ujeżdżalnię powstałą w 2002 roku.
W miejscowości znajduje się szkoła podstawowa oraz kościół parafialny, obok dawnego drewnianego kościoła pw. NMP Królowej Świata wzniesionego w latach 1956–1957. W strukturze kościoła katolickiego w Polsce, parafia należy do dekanatu masłowskiego, diecezji kieleckiej.
| SIMC    | Nazwa        | Rodzaj    |
| ------- | ------------ | --------- |
| 1017050 | Podemłynie   | część wsi |
| 0249805 | Przedmieście | część wsi |
| 0249811 | Smuga        | część wsi |
| 0249828 | Ściegna      | część wsi |

## Zabytki
Zabytkami we wsi są:
- Dom drewniany z 1920 r., piwnica murowano-drewn. z 1920 r. (zagroda nr 24)
- Dom drewniany z 1920 r. (zagroda nr 65)
- Cmentarz parafialny stary, XIX w.
- Cmentarz parafialny nowy, 1958 r.
- Drewniana kapliczna z figurą św. Jana., ufundowana po powstaniu styczniowym z inicjatywy jednego z mieszkańców.

Miejsca pamięci na cmentarzu parafialnym
- Mogiła 13 nieznanych żołnierzy W.P. poległych we wrześniu 1939 r.
- Mogiła Franciszka Głowackiego, ps. Ryś – żołnierza A.K. z oddziału Wybranieccy z 1944 r. i oficerów W.P. poległych we wrześniu 1939 r.
- Mogiła nieznanych żołnierzy W.P. poległych w latach 1914-1939
- Mogiła żołnierzy 1914-1915
- Mogiła Barbary Osuch, uczestniczki Powstania Warszawskiego w batalionie Parasol.